# André Amiel
Pour les articles homonymes, voir Amiel.
André Amiel, né le 24 décembre 1933 à Marseille et mort le 30 novembre 2019 dans la même ville, est un dirigeant français de handball, président de la Fédération française de handball de 1996 à 2008.

## Carrière
André Amiel a joué sous les couleurs des Cheminots Rouvière, de l'Olympique de Marseille et de l'ASPTT Marseille. Il est président de la Ligue de Provence-Alpes de handball de 1979 à 1984 puis président de la Fédération française de handball de 1996 à 2008. Sous son mandat, la France organise deux événements majeurs, le Mondial 2001 masculin remporté par l'équipe de France ainsi que le Mondial féminin 2007.